# Vermes
Pour les articles homonymes, voir Vermes (homonymie).
Vermes (ancien nom allemand : Pferdmund) est une localité et une ancienne commune suisse du canton du Jura.

## Histoire
Le 1er janvier 2013, Vermes a fusionné avec Montsevelier et Vicques pour former la nouvelle commune de Val Terbi.